# 莫丹尼
莫丹尼（英語：Daniel Moor；1984年9月18日—），是澳洲出生的騎師。

## 簡介
莫丹尼出生於維多利亞省華利南浦，跟隨父親的腳步成為騎師。他最初在家鄉跟從練馬師Robert Blacker學藝，其後不久移居墨爾本，在練馬師羅信麾下擔任見習騎師。莫丹尼後來曾到馬來西亞短暫策騎，但不久後返回墨爾本，從騎生涯大部分時間在當地策騎。此外，莫丹尼亦有豐富的海外策騎經驗，曾在澳洲、馬來西亞、南韓、毛里裘斯、紐西蘭及新加坡策騎出賽，其中在新加坡取得近五十場頭馬。截至來港前，莫丹尼在從騎生涯中累計取得九百四十一場頭馬，當中有二十四場是分級賽及表列賽頭馬，包括在剛過去的墨爾本春季嘉年華中勝出三場一級賽。莫丹尼是一名輕磅騎師，可策只負一一三磅的馬匹上陣。

## 在港主要策騎事跡

### 2021/2022年度馬季
2022年1月3日，有鑑於2021年12月起史卓豐放棄馬會騎師牌照、蘇兆輝獲發馬會騎師牌照後主動撤銷，以及三位騎師潘頓、希威森及黃皓楠因受傷需要休養等的突發事件，嘉里及莫丹尼獲香港賽馬會牌照委員會發出馬會騎師牌照，生效日期仍有待確定，直至2021/2022年度馬季結束為止，以解決香港的「騎師荒」問題。
2022年1月11日，香港賽馬會表示嘉里及莫丹尼已於1月7日星期五抵達香港。兩人在完成強制隔離檢疫後，可於1月29日星期六開始策馬進行晨操，並可接受1月30日星期日沙田賽事的策騎聘約。
2022年1月30日，莫丹尼首度以馬會騎師身份於沙田馬場上陣，並獲「御神勇將」、「富存英雄」、「嘜誰嘜誰」及「新力寶」四匹坐騎。
2022年2月6日，莫丹尼於跑馬地馬場憑策騎沈集成馬房的「董大」打開他在港的勝利之門。
2022年2月12日，莫丹尼於沙田馬場憑策騎容天鵬馬房的「迎月」首度於沙田馬場取勝。
2022年3月23日，牌照委員會通過書面決議，決定批准莫丹尼基於家庭理由須返回澳洲而所提出的馬會騎師牌照撤銷申請，由2022年4月1日起生效。

## 主要勝出賽事
澳洲
- 羅柏奇勒爵士錦標（英语：Sir Rupert Clarke Stakes） - (1) - 秀山 (2021)

- 摩亞錦標（英语：A J Moir Stakes） - (1) - 野帝王 (2021)

- 萬利嘉多錦標（英语：Manikato Stakes） - (1) - 年輕紳士 (2021)

- 玉泉橡樹大賽（英语：Schweppes Oaks） - (1) - Glint Of Hope (2022)

- 史托克錦標（英语：W H Stocks Stakes） - (1) - Astrodame (2006)

- 顏士高錦標（英语：Angus Armanasco Stakes） - (1) - Summer Sham (2018)

- 史德錦標（英语：Bill Stutt Stakes） - (1) - 無牽掛 (2021)

- 滿利谷瓶（英语：Moonee Valley Vase） - (1) - 無牽掛 (2021)

- 澳洲錦標（英语：Australia Stakes） - (1) - Jigsaw (2023)

- 女箭手錦標（英语：Bow Mistress Trophy） - (1) - Con's Amy (2006)

- 塔斯曼尼亞打吡（英语：Tasmanian Derby） - (1) - Mega Boss (2008)

- D C麥坎錦標（英语：D.C. McKay Stakes） - (1) - Super One (2016)

- 復活節盃（英语：Easter Cup） - (1) - Shoreham (2018)

- 諾活錦標（英语：Northwood Plume Stakes） - (1) - 逸想 (2021)

- 約翰莫拉錦標（英语：Sir John Monash Stakes） - (1) -  妙才女 (2022)

- 塔斯曼尼亞橡樹大賽  - (1) -  Darcenell (2006)[13]

- 維多利亞賽馬會聖烈治錦標（英语：VRC St Leger） - (1) - 專權者 (2015)

- 摩靈頓盃 - (1) - Berisha (2016) [14]

- 黃金一哩賽 - (1) - 速閃 (2018) [15]

- 巴吉讓賽 - (1) - 虎虎生風 (2022) [16]

- 多佛頓錦標 - (1) - Jigsaw (2022) [17]

- 聖誕錦標  - (1) - Jigsaw (2022) [18]

- 塞爾盃  - (1) -  大山叔叔 (2022) [19]

- 夏里巴錦標  - (1) - Jigsaw (2023) [20]

 新加坡
- 魚尾獅錦標（日语：マーライオントロフィー） - (1) - 快意恩仇 (2019)

- 新加坡三歲馬經典賽（日语：シンガポール3歳クラシック） - (1) - 雙面人 (2023)

- 新加坡堅尼大賽（日语：シンガポールギニー） - (1) - 雙面人 (2023) * (賽事於2023年由一級賽降格為二級賽)

- 鴻運發財碗（日语：フォーチュンボウル） - (1) - 有得威 (2019)

- 金蹄鐵錦標（日语：ゴールデンホースシュー） - (1) - 	格雷男孩 (2023)

## 在港策騎成績
| 年度        | 冠 | 亞 | 季 | 殿 | 第五 | 出賽次數 | 所贏獎金（港元） | 備註                              |
| ----------- | -- | -- | -- | -- | ---- | -------- | ---------------- | --------------------------------- |
| 2021 - 2022 | 2  | 3  | 3  | 4  | 3    | 95       | $ 3,042,300      | 客串策騎 (由2022年1月至2022年3月) |

## 在港策騎資料
|                      | 日期          | 賽事                                  | 場地 | 馬場       | 馬名     | 練馬師 | 名次 | 獨贏賠率 |
| -------------------- | ------------- | ------------------------------------- | ---- | ---------- | -------- | ------ | ---- | -------- |
| 初出賽               | 2022年1月30日 | 第四班 - 1200米                       | 草地 | 沙田馬場   | 御神勇將 | 呂健威 | 7    | 238      |
| 首勝利               | 2022年2月6日  | 第四班 - 1200米                       | 草地 | 跑馬地馬場 | 董大     | 沈集成 | 1    | 15       |
| 級際賽初出賽         | —             | —                                     | —    | —          | —        | —      | —    | —        |
| 級際賽首勝利         | —             | —                                     | —    | —          | —        | —      | —    | —        |
| 一級賽初出賽         | —             | —                                     | —    | —          | —        | —      | —    | —        |
| 一級賽首勝利         | —             | —                                     | —    | —          | —        | —      | —    | —        |
| 四歲系列經典賽初出賽 | 2022年2月27日 | 四歲系列經典賽 - 1800米（香港經典盃） | 草地 | 沙田馬場   | 多多勇駒 | 苗禮德 | 12   | 177      |
| 四歲系列經典賽首勝利 | —             | —                                     | —    | —          | —        | —      | —    | —        |